# Me‘arot Samakh
Me‘arot Samakh (hebreiska: מערות סמך, Me’arot Samakh) är en grotta i Israel.   Den ligger i distriktet Södra distriktet, i den centrala delen av landet. Me‘arot Samakh ligger 203 meter över havet.
Terrängen runt Me‘arot Samakh är lite kuperad. Runt Me‘arot Samakh är det tätbefolkat, med 331 invånare per kvadratkilometer. Närmaste större samhälle är Qiryat Gat, 7,5 km nordväst om Me‘arot Samakh. Trakten runt Me‘arot Samakh består till största delen av jordbruksmark.